# Mycetophila neoconifera
Mycetophila neoconifera är en tvåvingeart som beskrevs av Duret 1985. Mycetophila neoconifera ingår i släktet Mycetophila och familjen svampmyggor. Inga underarter finns listade i Catalogue of Life.